# 1835 en littérature
| Années de la littérature : 1832 - 1833 - 1834 - 1835 - 1836 - 1837 - 1838    |
| Décennies de la littérature : 1800 - 1810 - 1820 - 1830 - 1840 - 1850 - 1860 |

Cet article présente les faits marquants de l'année 1835 en littérature.

## Événements
- Janvier : Alexis de Tocqueville entreprend la rédaction de sa seule étude d'économie, un Mémoire sur le paupérisme publié dans les Mémoires de la société académique de Cherbourg, qu'il achèvera en avril. Une suite, inachevée, sera rédigée en 1837.
- 2 février-19 février : Victor Hugo rédige Angelo, tyran de Padoue.

- 16 mars : rencontre de Tocqueville avec le journaliste britannique Henry Reeve, qui va traduire en anglais De la démocratie en Amérique.
- Avril - août : voyage d'Alexis de Tocqueville et de Gustave de Beaumont au Royaume-Uni. Ils résident d'abord à Londres, pendant un mois, avant de partir pour le Nord. Leur périple les mène à Coventry, Birmingham, Manchester, Liverpool. Ils se rendent ensuite en Irlande: d'abord à Dublin (6-17 juillet) puis dans le Sud, en passant par Carlow, Waterford, Kilkenny, jusqu'à Cork (27 juillet). Remontant ensuite vers le Nord-Ouest, ils passent par Galway et Castlebar, avant de retourner à Dublin (9 août). À la mi-août, les deux amis se séparent: Beaumont part pour l'Écosse (13 août), Tocqueville rentre en France (16 août).
- 9 mai : Honoré de Balzac arrive à Vienne (Autriche) où il rencontre  Ewelina Hańska et où il est très bien accueilli par la bonne société viennoise. À cette occasion, il est reçu par le chancelier  Klemens Wenzel von Metternich.
- 15 juin : Francisque de Corcelle, aide de camp en 1830 de La Fayette, dont il a épousé l'une des petites-filles en 1831 et dont il éditera les Mémoires en 1837, publie une recension de De la démocratie en Amérique de Tocqueville dans la Revue des deux Mondes. Les deux hommes se lient d'amitié.
- Juin : Arthur de Gobineau échoue au concours d'entrée à l'école de Saint-Cyr.
- 18 juillet : la Bibliographie de la France enregistre Une vie de femme liée aux événements de l'époque, roman en deux volumes d'Anne-Louise-Madeleine de Gobineau, née de Gercy, mère d'Arthur.
- 25 juillet - 22 août : voyage de Victor Hugo avec Juliette Drouet : Montereau, Bray-sur-Seine, Provins, Coulommiers, Château-Thierry, Oulchy, Soissons, Coucy, Laon, La Fère, Saint-Quentin, Péronne, Lamotte-en-Santerre, Amiens, Abbeville, Eu, Le Tréport, Dieppe, Saint-Valery-en-Caux, Fécamp, Étretat, Montivilliers, Le Havre, Bolbec, Lillebonne, Tancarville, Caudebec[Lequel ?], Jumièges, Duclair, Rouen, Les Andelys, La Roche-Guyon, Mantes, Pontoise, Pierrefonds, Villers-Cotterêts.
- 9 septembre : Victor Hugo installe Juliette aux Metz.
- 10 septembre : Victor Hugo et sa famille se rendent aux Roches.
- 12 octobre : Victor Hugo et sa famille regagnent Paris.
- 13 octobre : Juliette Drouet rentre à Paris.
- 24 octobre : Victor Hugo fait acte de candidature à l'Académie française, au fauteuil de Lainé.
- 26 octobre : Alexis de Tocqueville épouse Marie Mottley, rencontrée en 1828, en l'église Saint-Thomas-d'Aquin. Louis de Kergorlay, Beaumont et la famille de Tocqueville désapprouvent ce mariage.
- Octobre : 
  - Le philosophe John Stuart Mill publie une longue recension de De la démocratie en Amérique de Tocqueville dans la London Review. C'est le début d'une amitié durable.
  - Arthur de Gobineau s'installe à Paris où il arrive avec cinquante francs dans sa poche. Il rêve de faire carrière dans la littérature, ce qui lui permettrait d'épouser la jeune Amélie Laigneau, amie de Lorient, mariage auquel s'oppose la famille Laigneau.
- 1er novembre : article de Sainte-Beuve sur les Chants du crépuscule de Hugo. Rupture cette fois définitive.
- 14 novembre : l'assassin-poète Lacenaire est condamné à mort.
- 21 novembre : Renduel lance une publication en fascicules de Notre-Dame de Paris. Théophile Gautier en a rédigé le prospectus.
- 15 décembre : Victor Hugo publie sans le signer, dans le Vert-Vert, un article en faveur de Mademoiselle de Maupin de Théophile Gautier.
- 31 décembre : Arthur de Gobineau entre en relation avec l'orientaliste Joseph Toussaint Reinaud, membre de l'Institut. Mme Laigneau habite Lille et Gobineau est en correspondance avec elle, mais elle est toujours très réticente en ce qui concerne le mariage d'Amélie avec Arthur. Arthur de Gobineau habite rue Saint-Benoît au faubourg Saint-Germain. Il travaille à la Compagnie française d'éclairage par le gaz (Société Larrieu, Brunton Pilté, Pauwels et Cie) et donne des leçons à ses moments libres. Il est attaché non rétribué à cette société et vit surtout d'une pension de cent francs par mois que lui consent son oncle Thibaut-Joseph. Il prend des leçons d'anglais que lui paie son oncle.

## Dictionnaires
- Sixième édition du Dictionnaire de l’Académie française, qui codifia la réforme de l'orthographe française de 1835 (imposant les t aux pluriels dans les mots tels que "enfants" et le changement, dans la conjugaison, de la syllabe "oi" en "ai", tel que j'étois devenant j'étais).

## Essais
- 21 janvier : publication à cinq cents exemplaires de De la démocratie en Amérique à la librairie Charles Gosselin, à Paris. Alexis de Tocqueville recevra le 11 août 1836 le prix Montyon, avec un montant exceptionnel de huit mille francs, pour cet ouvrage dont la seconde partie sera publiée en avril 1840. La même année, Gustave de Beaumont publie, chez le même éditeur, un roman qui dépeint la société civile américaine: Marie ou l'esclavage aux États-Unis, tableau de mœurs américaines.
- L'écrivain allemand David Strauss publie La Vie de Jésus, œuvre orientée sur le Jésus historique et non divin qui fit scandale à l'époque.

## Poésie
- 27 octobre : Victor Hugo, Les Chants du crépuscule, chez Renduel.

- Souvenirs. Impressions, pensées et paysages pendant un voyage en Orient de Lamartine.
- Le cycle des Nuits de Musset paraît de 1835 à 1841 (la Nuit de mai, la Nuit de décembre, la Nuit d’août, la Nuit d’octobre).
- Gaspard de la nuit, poème en prose d’Aloysius Bertrand.

## Romans
- 2 mars : mise en vente du Père Goriot d'Honoré de Balzac. Le roman est la pièce maîtresse de la Comédie humaine.
- 1er mai :
  - mise en vente du tome XII des Études de mœurs au XIXe siècle, quatrième volume des Scènes de la vie parisienne de la Comédie humaine d'Honoré de Balzac. Le volume contient la fin de La Fille aux yeux d'or.
  - article de Gustave Planche contre Angelo de Hugo dans la Revue des deux Mondes.
- 28 novembre : publication, chez Renduel, de Mademoiselle de Maupin de Théophile Gautier.
- 1er décembre : publication des quatre premiers Contes d’Andersen.

- Honoré de Balzac, Le Père Goriot, Le Colonel Chabert et La Fille aux yeux d'or
- Excursion à Alcobaça et Batalha de William Beckford.
- Vie de Henry Brulard de Stendhal.
- Mirgorod (Tarass Boulba), Arabesques (La Perspective Nevski, Le Journal d’un fou, Le Portrait) et Le Nez, de Gogol.
- Trois contes, de Pavlev.
- Alfred de Vigny, Servitude et grandeur militaires, roman philosophique.
- Delphine de Girardin, Monsieur le Marquis de Pontanges.
- George Sand, André.

## Nouvelles
- George Sand :
  - Myrza.
  - Mattea.

## Théâtre
- 12 février : première représentation de Chatterton, pièce à succès d'Alfred de Vigny, représentée à la Comédie-Française devant Louis-Philippe Ier et la cour.
- 28 avril : première d'Angelo, tyran de Padoue, drame de Victor Hugo représenté au Théâtre Français

- Le Chandelier, drame historique d'Alfred de Musset

## Récompenses
- Prix littéraire Montyon à Alexis de Tocqueville pour son essai De la démocratie en Amérique.

## Principales naissances
- 11 (23) avril : Nicolas Pomialovski, écrivain russe
- 30 novembre : Mark Twain, écrivain américain